# Sinnamon Love
Pour les articles homonymes, voir Love.
Sinnamon Love, née le 31 décembre 1973 à Flint dans le Michigan, est un mannequin de charme et une actrice pornographique américaine.

## Biographie
En 2003 elle apparait dans l’émission "The Tyra Banks Show (en)".

## Récompenses
- 2011: AVN Hall of Fame
- 2009: Urban X Awards Hall of Fame